# Лорън Берлант
Лорън Гейл Берлант (на английски: Lauren Gail Berlant) e професор по англицистика в Чикагския университет, където преподава от 1984 до 2021 г.

## Биография
Родена е на 31 октомври 1957 г. във Филаделфия. Получава бакалавърска степен в колежа „Обърлин“ (1979) и магистърска степен в университета „Корнел“ (1983). В университета „Корнел“ защитава и докторската си дисертация през 1985 г. Дисертацията е на тема „Развивайки любовния сюжет: Хоторн и романтиката на властта“ (Executing The Love Plot: Hawthorne and The Romance of Power) (1985).
През 1984 г. започва да преподава в департамента по англицистика на Чикагския университет.
Тя е един от редакторите на списание Critical Inquiry.
Умира от рак в чикагска болница на 28 юни 2021 г.

## Признание и отличия
Берлант е носител на стипендия „Гугенхайм“. За книгата си Cruel Optimism получава наградата „Рене Уелек“ на Американската асоциация по сравнително литературознание и наградата „Алън Брей“ на Асоциацията за съвременни езици (на английски: Modern Language Association). През 2018 г. е избрана за член на Американската академия за изкуства и науки (на английски: American Academy of Arts and Sciences).

### Съставителство
- Intimacy. University of Chicago Press, 1998. ISBN 9780226384436.
- (съсъставител Lisa Duggan). Our Monica, Ourselves: The Clinton Affair and the National Interest. NYU Press, 2001. ISBN 978-0-8147-9864-5.
- Compassion: The Culture and Politics of an Emotion. Routledge, 2004. ISBN 978-0-4159-7052-5.
- Reading Sedgwick. Duke University Press, 2019. ISBN 978-1-4780-0533-9.